# ایگن (مینه‌سوتا)
ایگن (به انگلیسی: Eagan) شهری در شهرستان داکوتا ایالت مینه‌سوتا در کشور ایالات متحده آمریکا است که جمعیت آن در سرشماری سال ۲۰۱۰ میلادی، ۶۴۲۰۶ نفر بوده‌است.

## نگارخانه

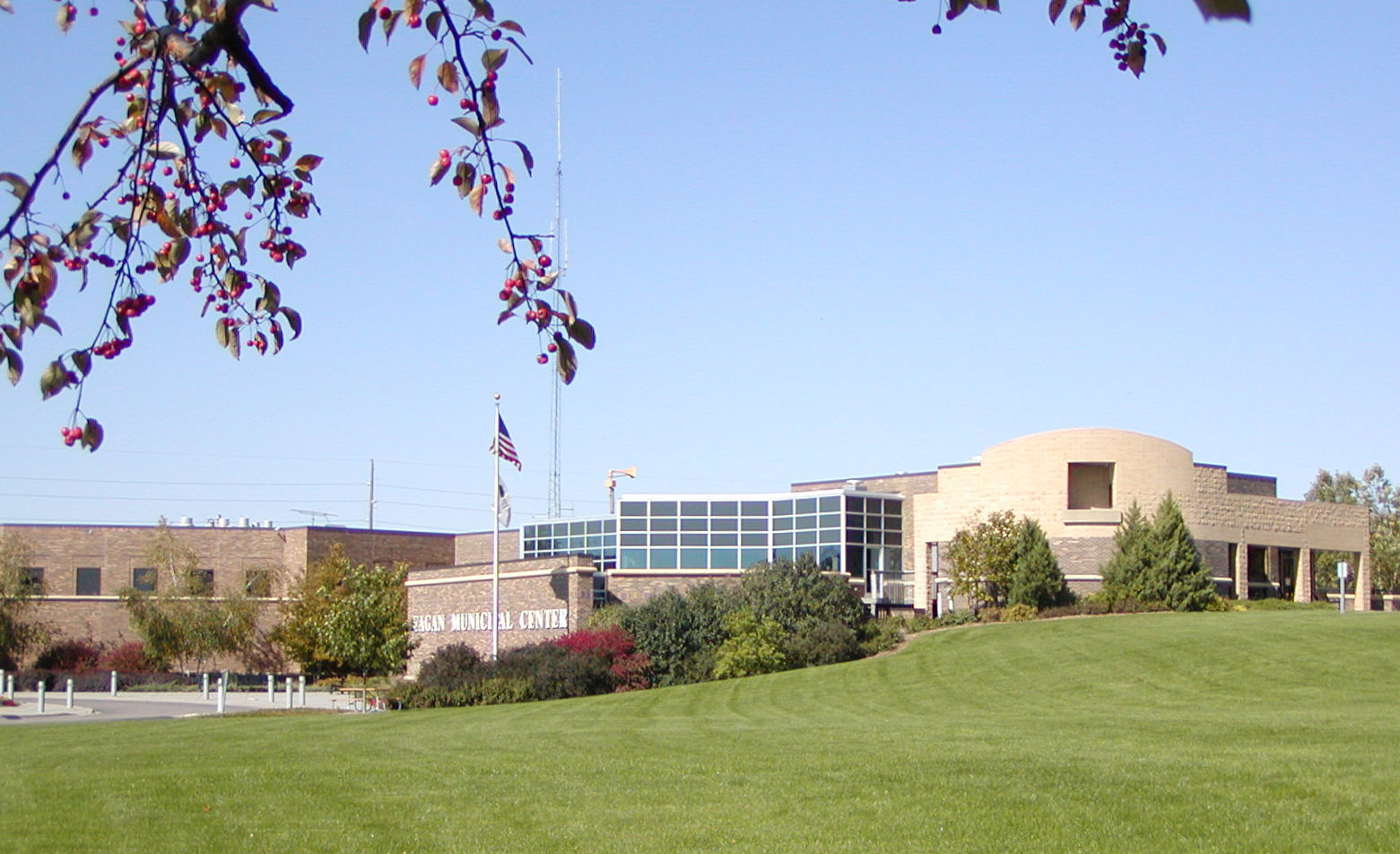
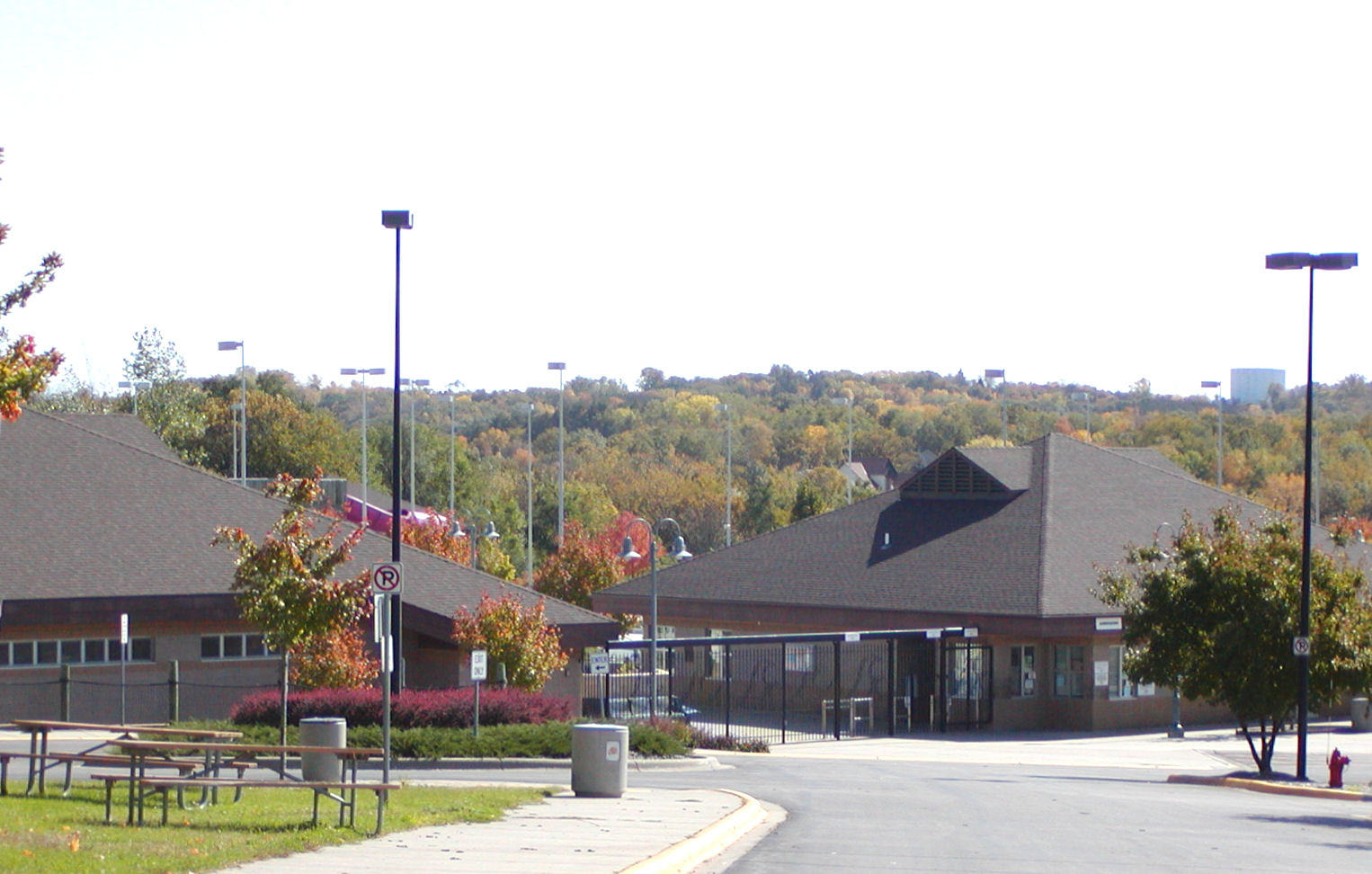
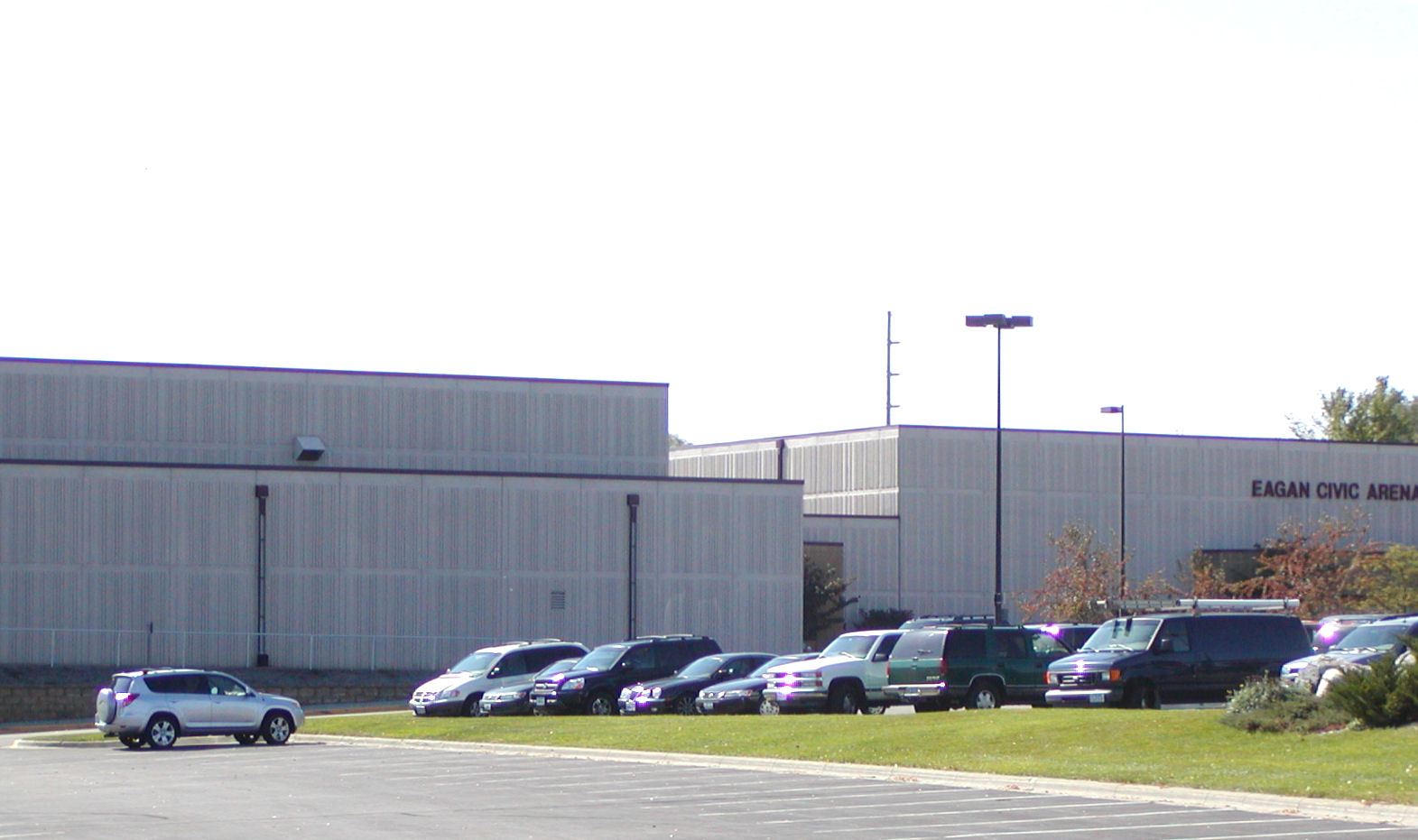